# Monobank
monobank (рус. монобанк) — украинское приложение для интернет-банкинга и одноимённый виртуальный банк, запущенный в 2017 году. Работает по банковской лицензии «Универсал Банка».

## История

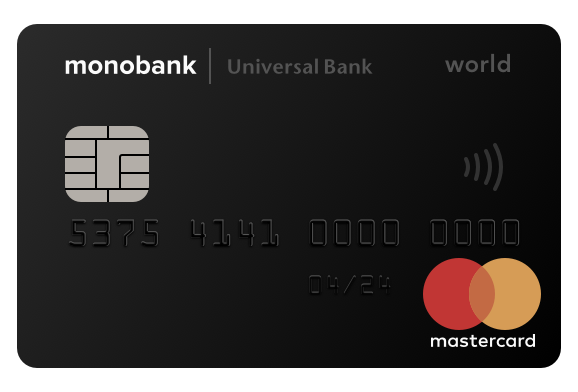
Карта monobank

Проект создан бывшими менеджерами Приватбанка Олегом Гороховским, Дмитрием Дубилетом и Михаилом Рогальским, покинувшими финансовую структуру после её национализации. После этого они занялись проектом Fintech Band, который и занимался разработкой нового приложения под названием monobank. Инвестиции в проект составили 2 миллиона евро. Для пользователей приложение было запущено 22 ноября 2017 года. Основной концепцией проекта стала работа исключительно в онлайн-режиме без наличия банковских отделений. При этом monobank является лишь приложением, не обладает банковской лицензией и работает по лицензии «Универсал Банка». С 17 октября по 22 ноября 2017 года приложение работало в режиме бета-тестирования в котором участвовало 17 тысяч человек.
К сентябрю 2018 года monobank выдал около 400 тысяч банковских карт. В ноябре 2020 года разработчики monobank добавили возможность открывать валютные депозиты и выпускать виртуальную карту в долларах и евро.
По состоянию на май 2020 года работоспособность приложения обеспечивало порядка 700 человек. На третьем году существования приложения им пользовалось 2,9 миллионов клиентов. На 6 января 2024 года количество пользователей monobank превысило 7.9 миллионов человек.
В сентябре 2022 года владельцы monobank объявили об удалении из приложения русскоязычной версии, которой пользовалось не менее 838 тысяч человек.

## Рекламная кампания
За рекламное продвижение приложения отвечала компания Promodo. Основным символом проекта стало использование образа кота. Символ приложения monobank был запатентован Fintech Band в ноябре 2019 года. В апреле 2020 года monobank нанял украинское рекламное агентство Banda за 120 тысяч долларов.

## Финансовые показатели
Monobank составляет основную часть прибыли «Универсал Банка», благодаря чему прибыль банка в течение трёх кварталов 2019 года выросла в 15 раз — до 510,2 миллионов гривен.

## Критика
Одним из недостатков приложения monobank является проблема со снятием наличных денег через «Универсал Банк», поскольку он не имеет развитой сети банкоматов. Журналисты издания «Экономическая правда» к категории рисков отнесли зависимость карт monobank от надёжности эмитента «Универсал Банка» .